# خرشنة برتقالية
الخرشنة البرتقالية أو خرشنة النهر الهندية (الاسم العلمي: Sterna aurantia) هي خرشنة تنتمي للفصيلة النورسية. وهي تستوطن وتتكاثر على سواحل الأنهار البرية الممتدة شرقاً من إيران وصولاً لشبه القارة الهندية، ونادراً ما تتوغل أيضاً لتصل لميانمار و تايلاند. وخلافاً لجميع الخراشن، فهي تقريباً تتواجد حصراً بالقرب من المياه العذبة.
ويتكاثر هذا النوع على شكل مستعمرات من شهر مارس حتى مايو، في مناطق يصعب الوصول إليها كالمرتفعات الرملية في الأنهار. وتُعشش على الأرض المكشوفة، غالباً على الصخور أو الرمال. وتضع ثلاث بيضات لونها رمادي مُخضر مُبقعة ومخططة بلون بني.
وهي خرشنة متوسطة الحجم، يبلغ طولها بين 38-43 سم، ولها أجزاء علوية ذات لون رمادي داكن، وأجزاء سفلية بيضاء، وذيل متشعب له أكمام مرنة طويلة، وأجنحة طويلة مدببة. لها منقار أصفر، وساقان أحمران.  وقلنسوة سوداء أثناء فترة التزاوج، ويتغير لون القلنسوة للأبيض الرمادي في فترة الشتاء، ويتبقع وويتخطط بلون أسود، ويوجد قناع أسود بين العين، وتصبح قمة منقاره داكنة.
ويتشابه الذكر والأنثى، ولكن الصغار يكون لها رأس بني، وأجزاء رمادية مخططة باللون البني، والأجزاء العلوية والصدر بلون رمادي. ومنقارها أصفر بقمة داكنة.
وتتغذى بواسطة الغوص واصطياد الأسماك، والقشريات، والضفادع الصغيرة، والحشرات المائية، في الأنهار، والبحيرات، والأحواض. وأعدادها في تناقص بسبب تلوث بيئتها.